# Paul Okoku
Paul Okoku (ur. 27 grudnia 1965) – nigeryjski piłkarz grający na pozycji obrońcy. W swojej karierze rozegrał 1 mecz w reprezentacji Nigerii.

## Kariera reprezentacyjna
W reprezentacji Nigerii Okoku zadebiutował 18 marca 1984 w przegranym 1:3 finałowym meczu Pucharu Narodów Afryki 1984 z Kamerunem i był to jego jedyny rozegrany mecz w kadrze narodowej. Z Nigerią wywalczył wicemistrzostwo Afryki.